# GMM 25
GMM 25 es un canal de televisión digital terrestre de Tailandia propiedad del grupo GMM Grammy. La red ofrece una variedad de contenidos como drama, música, noticias y programas de entretenimiento dirigidos a los adolescentes.
GMM 25 se lanzó el 25 de mayo de 2014 después de que el Comité Nacional de Radiodifusión y Telecomunicaciones concediera a GMM Grammy una licencia de televisión digital en diciembre de 2013.
La red también se ha asociado con Line TV para ofrecer repeticiones completas de sus programas y Viu.
El director general de GMM25 es Sataporn Panichraksapong, que también es el director general de GMMTV.